# О’Коннор, Марк
Марк О’Коннор (англ. Mark O'Connor; род. 5 августа 1961, Сиэтл) — американский скрипач, гитарист, композитор и музыкальный педагог. Автор произведений кантри, классической музыки и джаза, трёхкратный лауреат премии «Грэмми», шестикратный обладатель титула инструменталиста года Country Music Association (1991—1996), член Национального зала славы скрипачей (2009).

## Биография и творчество
Родился и вырос в Сиэтле. С 6 лет занимался классической гитарой, вскоре после этого освоил гитару фламенко и скрипку, что позволяло участвовать в большем числе концертов и соревнований. Благодаря занятиям скрипкой познакомился с блюграссом — жанром музыки кантри, одним из известнейших исполнителей в котором был Джонни Кэш. К 11 годам полностью перешёл от классической гитары и фламенко к исполнению при помощи медиатора (англ. flatpicking), вскоре начал принимать участие в конкурсах гитаристов, в том числе национальном юношеском чемпионате по флэтпикингу.
В 13 лет О’Коннор познакомился с известным гитаристом Тони Райсом, который стал его наставником. В 1978 году выпустил альбом Markology, на котором собраны произведения, исполняемые совместно с Райсом, Дэвидом Грисманом и Сэмом Бушем. Уже в композициях этого альбома молодой музыкант демонстрировал основы собственного стиля в блюграссе, испытывавшего сильное влияние джазовой музыки. В 18 лет сменил Райса в составе квинтета Сэма Грисмана, записывавшего альбом Quintet '80. Одновременно с успехами в качестве гитариста О’Коннор продвигался и как скрипач, участвуя в большом количестве конкурсов и в начале 1980-х годов присоединившись к группе The Dregs. С этим коллективом записал в 1982 году альбом Industry Standard, на котором исполнял партии скрипки. На концертах Dixie Dregs лидер группы Стив Морс настаивал, чтобы О’Коннор играл и на скрипке, и на гитаре. В этих условиях музыкант обратил внимание, что ему уже трудно продолжать поддерживать форму на обоих инструментах, и постепенно стал уделять всё больше времени скрипке.
В 22 года О’Коннор перебрался в Нашвилл по совету Чета Аткинса, который полагал, что его ждёт карьера сессионного гитариста. Однако к этому времени он уже сделал выбор в пользу скрипки как более редкого и, как следствие, более востребованного инструмента в музыке кантри. Этот выбор оказался удачным, и музыканта начали приглашать на самые престижные джем-сейшены, а его альбомы стали выходить на ведущих лейблах. Гитара постепенно отошла для О’Коннора на второй план, а в 1997 году ему пришлось полностью отказаться от этого инструмента из-за бурсита правого локтя. Тем не менее это не помешало ему продолжать скрипичную карьеру.
Важной вехой в карьере О’Коннора как исполнителя и автора стал вышедший в 1991 году альбом The New Nashville Cats, который вместе с ним записывали более 50 человек — все ведущие действующие сессионные музыканты Нашвилла. Этот альбом был удостоен премии «Грэмми» в номинации «Лучшее инструментальное исполнение музыки кантри». Сформировав струнное трио с виолончелистом Йо Йо Ма и басистом Эдгаром Мейером, он в 1996 году выпустил диск Appalachia Waltz, получивший восторженные отзывы от критиков. Этот диск, записанный с лейблом Sony Classical, вывел О’Коннора в лидеры современной американской академической музыки, а следующий альбом этого же состава, Appalachian Journey, принёс ему в 2001 году вторую премию «Грэмми», на этот раз в номинации «Лучший альбом классического кроссовера». Йо Йо Ма впоследствии включал сольную версию «Аппалачийского вальса» в свои выступления.
В середине 1990-х годов О’Коннор также стал автором саундтрека к сериалу PBS «Свобода!» (англ. Liberty!). Музыку к этому сериалу вместе с ним записывали Йо Йо Ма, Джеймс Тейлор и Уинтон Марсалис. Первым полномасштабным произведением композитора для оркестра стал его Скрипичный концерт (англ. Fiddle Concerto), в дальнейшем ставший самым исполняемым из современных американских произведений для скрипки (более 200 исполнений). В 1999 году на лейбле Sony вышло ещё одно оркестровое произведение О’Коннора — Fanfare for the Volunteer, записанное Лондонским филармоническим оркестром.
В апреле 2000 года состоялась премьера 4-го скрипичного концерта О’Коннора, The American Seasons: Seasons of an American Life, который на следующий год вышел в записи, сделанной камерным ансамблем Metamorphosen. Критик газеты New York Times писал об этом произведении: «Если бы Дворжак провёл свой отдых в Америке в Нашвилле, а не в Спиллвилле (Айова), так звучала бы симфония „Из Нового Света“». В числе других отзывов выделяется мнение критика Уэйна Гея (Fort Worth Star-Telegram), назвавшего «Американские времена года» одним из величайших шедевров американской музыки и первым шедевром XXI века. 1 января 2002 года прошла общенациональная трансляция этого концерта на станциях сети PBS; вместе с произведением О’Коннора прозвучали «Времена года» Вивальди.
В 2001 году на собственном лейбле OMAC скрипач выпустил диск Hot Swing! — концертный трибьют его другу и учителю Стефану Грапелли, записанный вместе с Фрэнкой Виньолой (гитара) и Джоном Берром (бас). В газете Chicago Tribune эта запись была названа одной из лучших в творчестве О’Коннора и одним из лучших альбомов скрипичного джаза в истории. О’Коннор был в числе создателей ряда камерных коллективов, сформированных для исполнения его собственной музыки (фортепианное трио «Poets and Prophets», вдохновлённое музыкой Джонни Кэша, струнный квартет Evening of Strings). В 2009 году по заказу Балтиморского симфонического оркестра он написал симфонию «Americana». Среди произведений композитора, исполняемых другими музыкантами, — скрипичные «Каприсы» и концерт для флейты «The Fallen».
В 2017 году, после 20-летнего перерыва, О’Коннор вернулся к гитарному исполнению. Он собрал семейный ансамбль с участием жены Мэгги (скрипка, вокал), сына Форреста (мандолина, гитара, вокал) и невестки Кейт Ли (скрипка, вокал) и выпустил новый альбом Markology II.
Проводит многочисленные мастер-классы, семинары, лекции в рамках престижных музыкальных программ, в числе которых Джульярдская школа музыки, Кёртисовский институт музыки, Музыкальный колледж Беркли, Истменская школа музыки, Университет Райса, Гарвардский и Техасский университеты. Организатор ряда получивших международное признание летних лагерей-семинаров. Был штатным композитором Калифорнийского университета в Лос-Анджелесе.

## Награды и звания
- Трёхкратный лауреат премии «Грэмми»:
  - 1992 — в номинации «Лучшее инструментальное исполнение музыки кантри» (The New Nashville Cats)
  - 2001 — в номинации «Лучший альбом классического кроссовера» (Appalachian Journey)
  - 2017 — в номинации «Лучший альбом в жанре блюграсс» (Coming Home)[5]
- Шестикратный обладатель звания «инструменталист года» от Country Music Association (1991—1996)[7]
- Член Национального зала славы скрипачей (2009)[6]